# San Miguel del Progreso
San Miguel del Progreso är en ort i Mexiko.   Den ligger i kommunen Huitzilan de Serdán och delstaten Puebla, i den sydöstra delen av landet, 160 km öster om huvudstaden Mexico City. San Miguel del Progreso ligger 900 meter över havet och antalet invånare är 2 408.
Terrängen runt San Miguel del Progreso är bergig söderut, men norrut är den kuperad. Runt San Miguel del Progreso är det ganska tätbefolkat, med 129 invånare per kvadratkilometer. Närmaste större samhälle är Olintla, 12,6 km norr om San Miguel del Progreso. I omgivningarna runt San Miguel del Progreso växer huvudsakligen savannskog.